# KLM Cityhopper
KLM Cityhopper (mã IATA = WA, mã ICAO = KLC) là hãng hàng không phụ thuộc của hãng KLM, trụ sở ở Amsterdam, Hà Lan. Hãng có các tuyến đường quốc tế trong châu Âu. Căn cứ chính của hãng ở Sân bay Amsterdam Schiphol, Amsterdam.

## Lịch sử
Hãng được thành lập từ tháng 4/1991 và bắt đầu hoạt động trong cùng năm. Hãng được hình thành từ việc hợp nhất NLM CityHopper và Netherlines. Theo kế hoạch cơ cấu lại của KLM, các hãng hàng không con (kể cả KLM UK) hợp nhất trong tháng 11/2002 dưới tên KLM Cityhopper. Hãng do KLM hoàn toàn làm chủ và có 910 nhân viên (tháng 3/2007)..

## Các nơi đến
- Áo
  - Viên
- Bỉ
  - Brussels
- Cộng hòa Séc
  - Praha
- Đan Mạch
  - Billund
- Estonia
  - Tallinn
- Pháp
  - Bordeaux
  - Lyon
  - Marseilles
  - Toulouse
- Đức
  - Berlin
  - Bremen
  - Köln/Bonn
  - Düsseldorf
  - Frankfurt
  - Hamburg
  - Hanover
  - Nürnberg
  - Stuttgart
- Ý
  - Bologna
- Hà Lan
  - Maastricht
  - Rotterdam
  - Amsterdam
- Na Uy
  - Bergen
  - Oslo
  - Sandefjord
  - Trondheim
  - Kristiansand
- Latvia
  - Riga
- Luxembourg
  - Thành phố Luxembourg
- Thụy Điển
  - Linköping
- Vương quốc Anh
  - Anh quốc
    - Birmingham
    - Bristol
    - Durham/Teesside
    - Humberside
    - Leeds/Bradford
    - London
    - Manchester
    - Newcastle
    - Norwich

  - Scotland
    - Edinburgh
    - Glasgow

  - Wales
    - Cardiff

## Đội máy bay

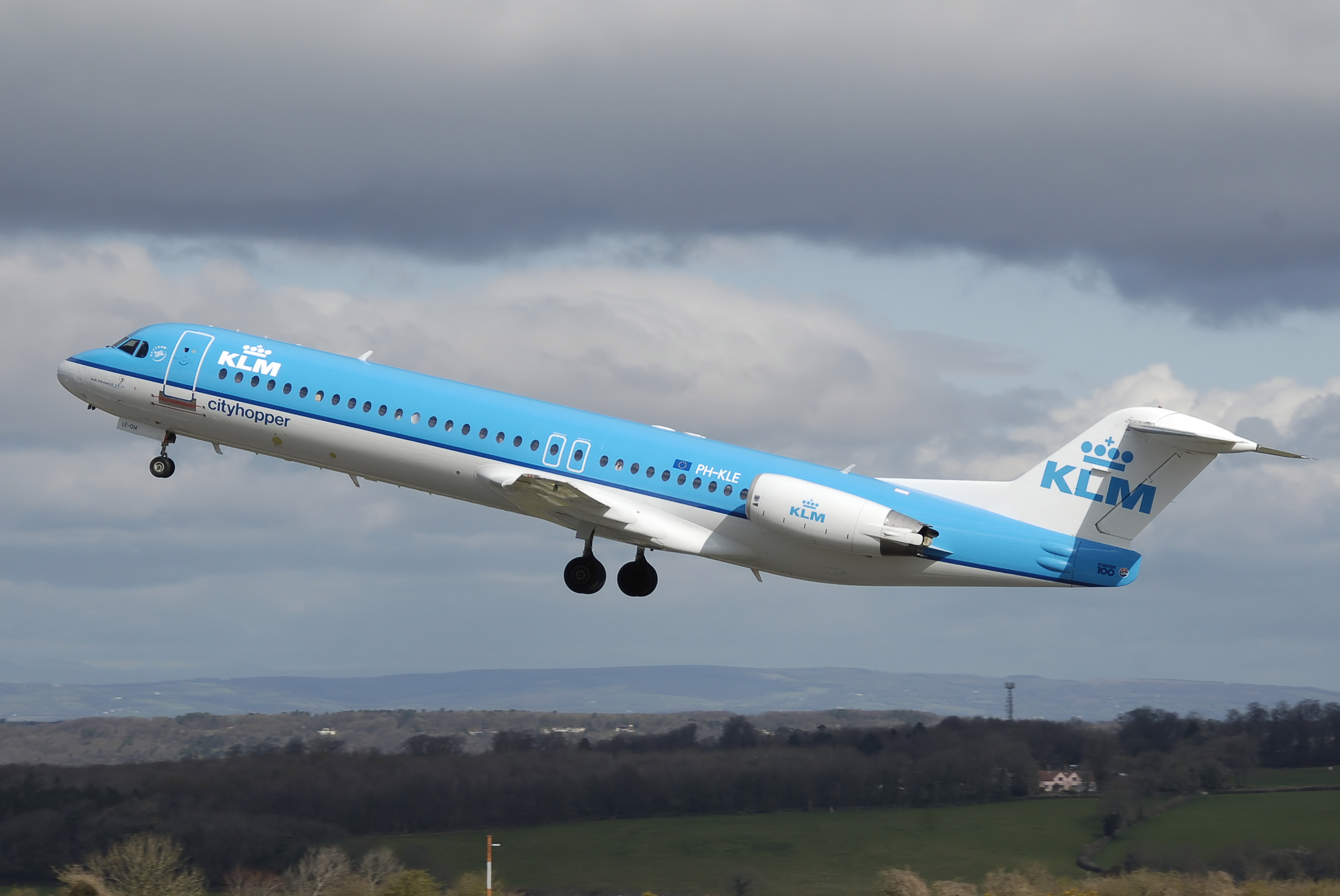
Máy bay Fokker 100 cất cánh

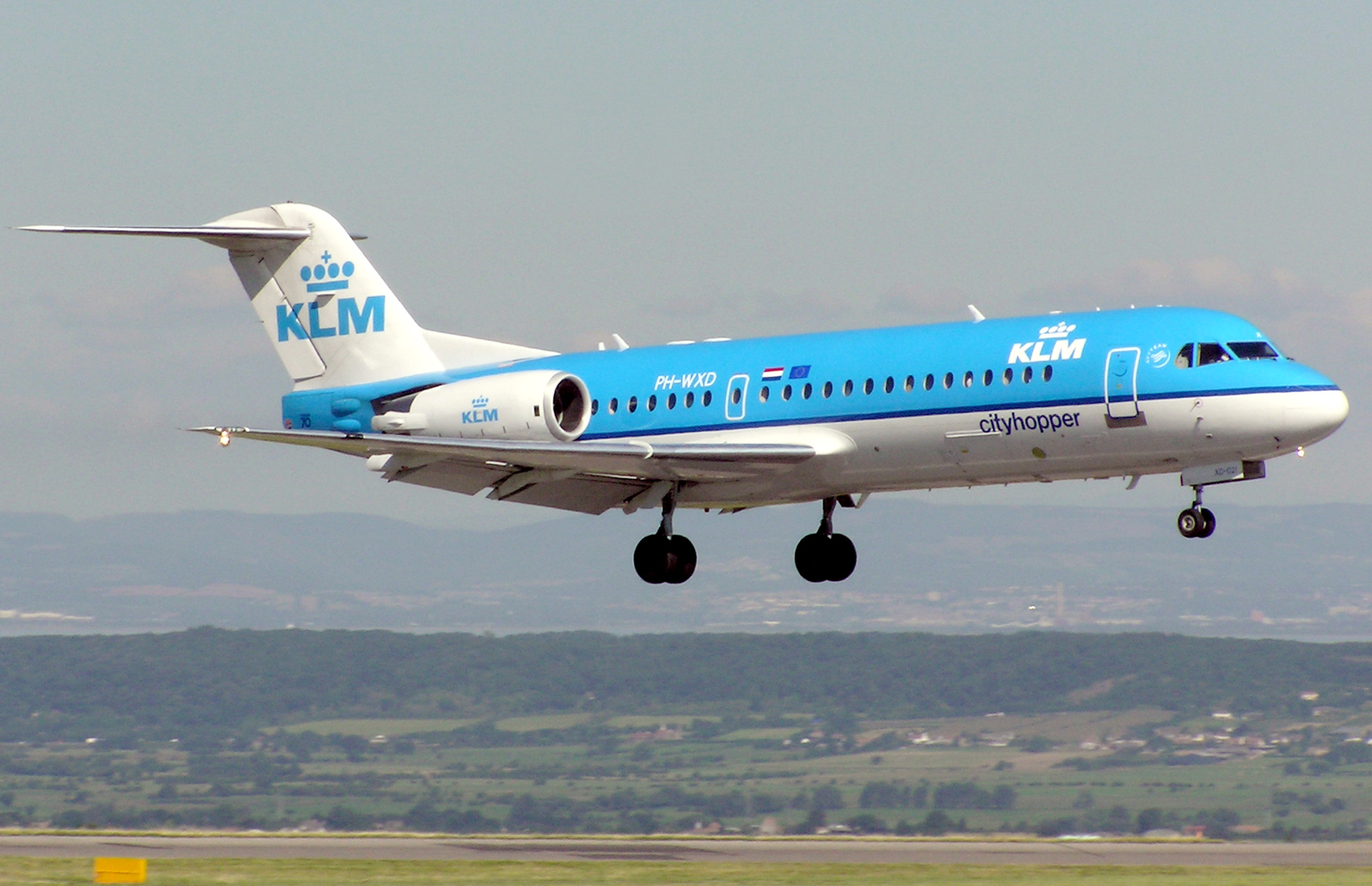
Máy bay Fokker 70 đáp xuống Sân bay quốc tế Bristol, Anh quốc

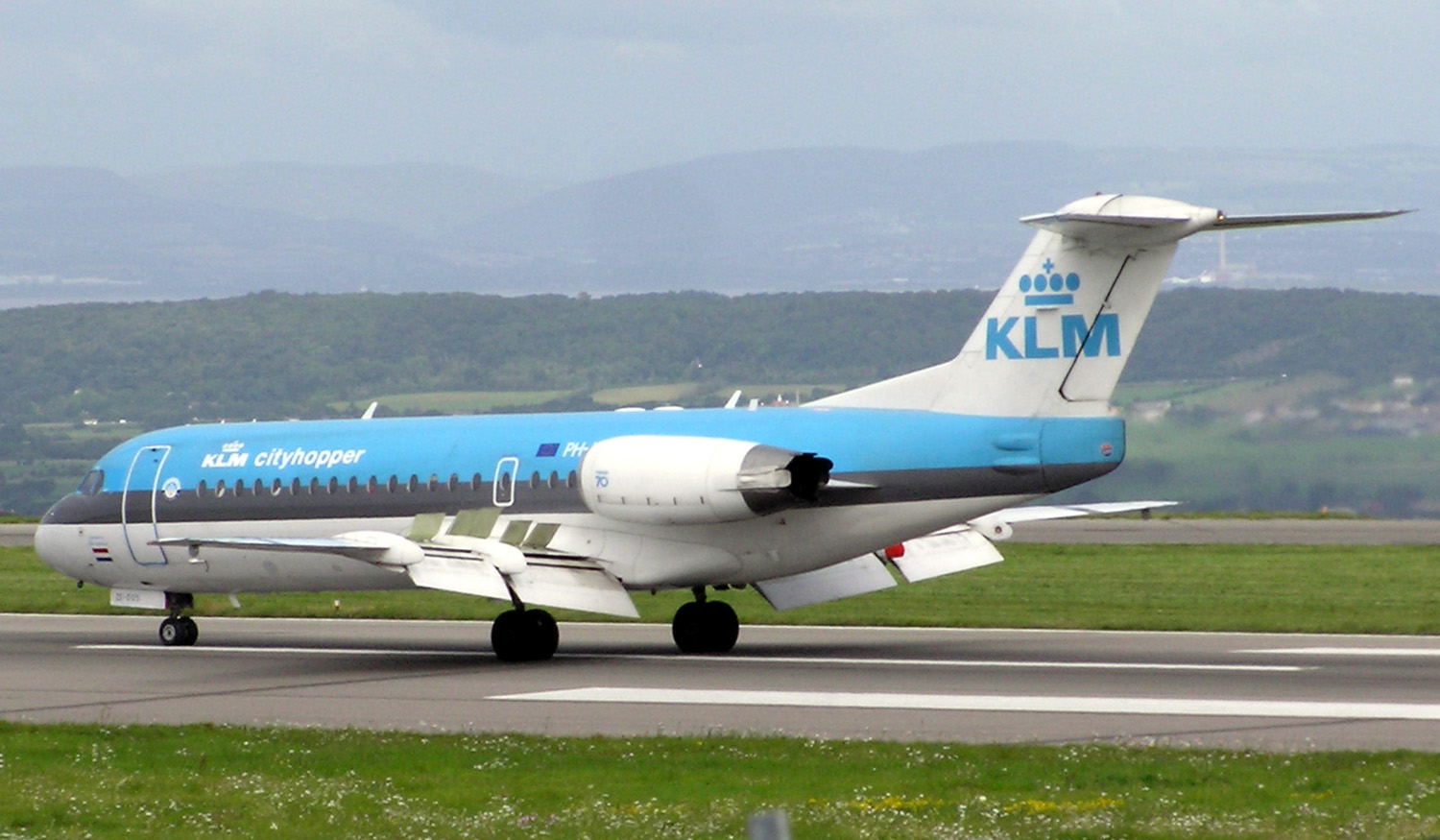
Máy bay Fokker 70 (livery cũ)

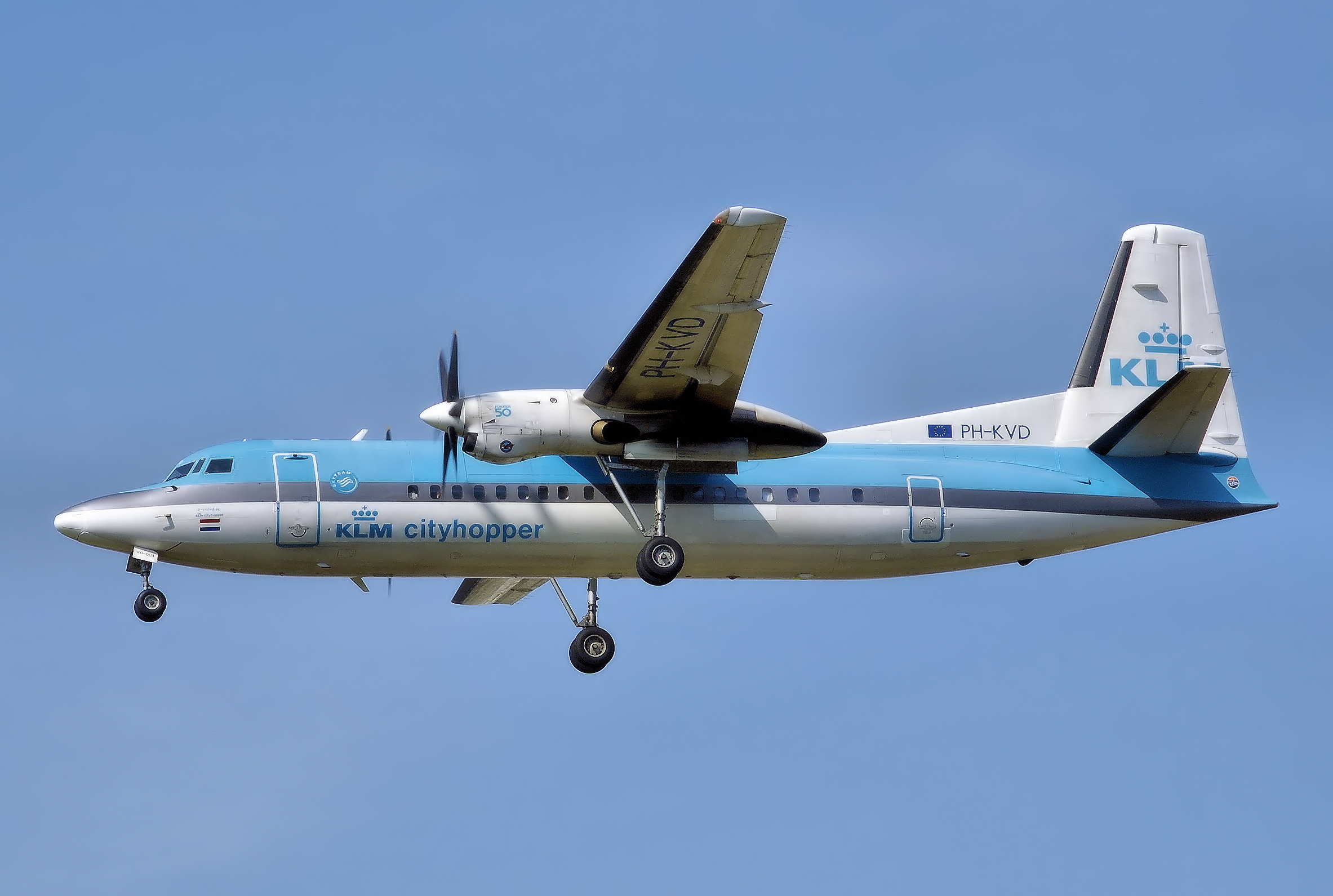
Máy bay Fokker F50

(Tháng 8/2008) :

## Tai nạn
KLM Cityhopper có 1 tai nạn chết người, KLM Cityhopper Flight 433, vào ngày 4.4.1994  .